# Auvézère
Auvézère – rzeka w południowo-zachodniej Francji. Wypływa z Masywu Centralnego niedaleko miejscowości Saint-Germain-les-Belles. Przepływa przez następujące departamenty:
- Haute-Vienne
- Corrèze
- Dordogne

Uchodzi do rzeki Isle w miejscowości Bassillac.